# Канадські сибірські експедиційні сили
Канадські сибірські експедиційні сили (C.S.E.F.) були військовою одиницею канадських збройних сил спрямованою до Владивостоку, Росія опісля тамтешнього революційного-перевороту, щоб зміцнити присутність союзників. Складався з 4192 солдатів і сформований у серпні 1918 року, повернувся до Канади в період з квітня по червень 1919 року. Командував підрозділом генерал-майор Джеймс H. Елмслі (James H. Elmsley).